# Sinonereis heteropoda
Sinonereis heteropoda är en ringmaskart som beskrevs av Wu och Sun 1979. Sinonereis heteropoda ingår i släktet Sinonereis och familjen Nereididae. Inga underarter finns listade i Catalogue of Life.